# کوسه (مجموعه تلویزیونی)
کوسه (کره‌ای: 상어؛ انگلیسی: Shark) یک مجموعهٔ تلویزیونی کره جنوبی سال ۲۰۱۳ با بازی کیم نام گیل و سون یه-جین است. این مجموعه از ۲۷ مه تا ۳۰ ژوئیه ۲۰۱۳، روزهای دوشنبه و سه‌شنبه ساعت ۲۱:۵۵ (کی‌اس‌تی) از کی‌بی‌اس۲ برای ۲۰ قسمت پخش شد.

## بازیگران

### اصلی
- کیم نام گیل در نقش هان یی سو/یوشیمورا جون/کیم جون
- سون یه-جین در نقش جو هه وو[۴]
  - کیونگ سو-جین در نقش جوانی هه وو
- لی جونگ-گیل در نقش جو سانگ گوک
- ها سیوک جین در نقش اوه جون یونگ
  - نو یونگ-هاک در نقش جوانی جونگ یونگ
- لی هانی در نقش جانگ یونگ هی[۵][۶]
- نام بورا در نقش هان یی هیون
  - آن سئو-هیون در نقش جوانی یی هیون
- پارک وون سانگ در نقش کارآگاه بیون بانگ جین
- لی سوهیوک در نقش کیم سو هیون[۷]